# Opel Kadett B
L'Opel Kadett B est une automobile produite par Opel de 1965 à 1973. Il s'agit de la seconde génération d'Opel Kadett depuis 1962 qui remplace la Kadett A, produite de 1962 à 1965.
Elle fut disponible dans de nombreuses versions : Berline 2 ou 4 portes (avec transmission automatique ou manuelle), break (2 ou 4 portes), coupé (deux types de carrosserie : coupé standard et coupé Kiemen), fastback (2 et 4 portes), et même une version coupé Rallye.
Elle fut produite dans différentes motorisations essence allant de 1,1 à 1,9 litre du modèle Rallye.

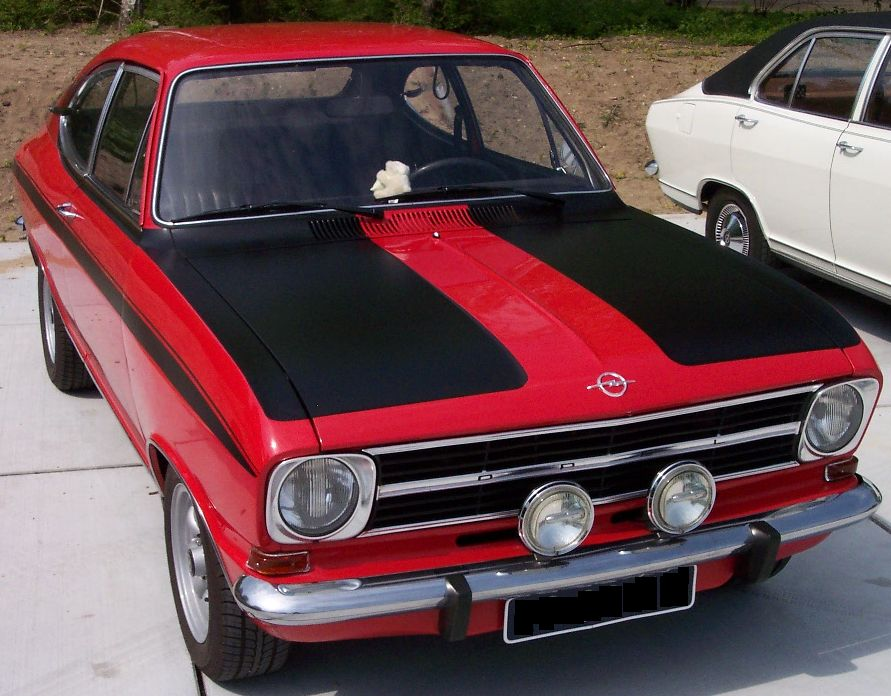
Opel Kadett B coupé 3 portes Rally
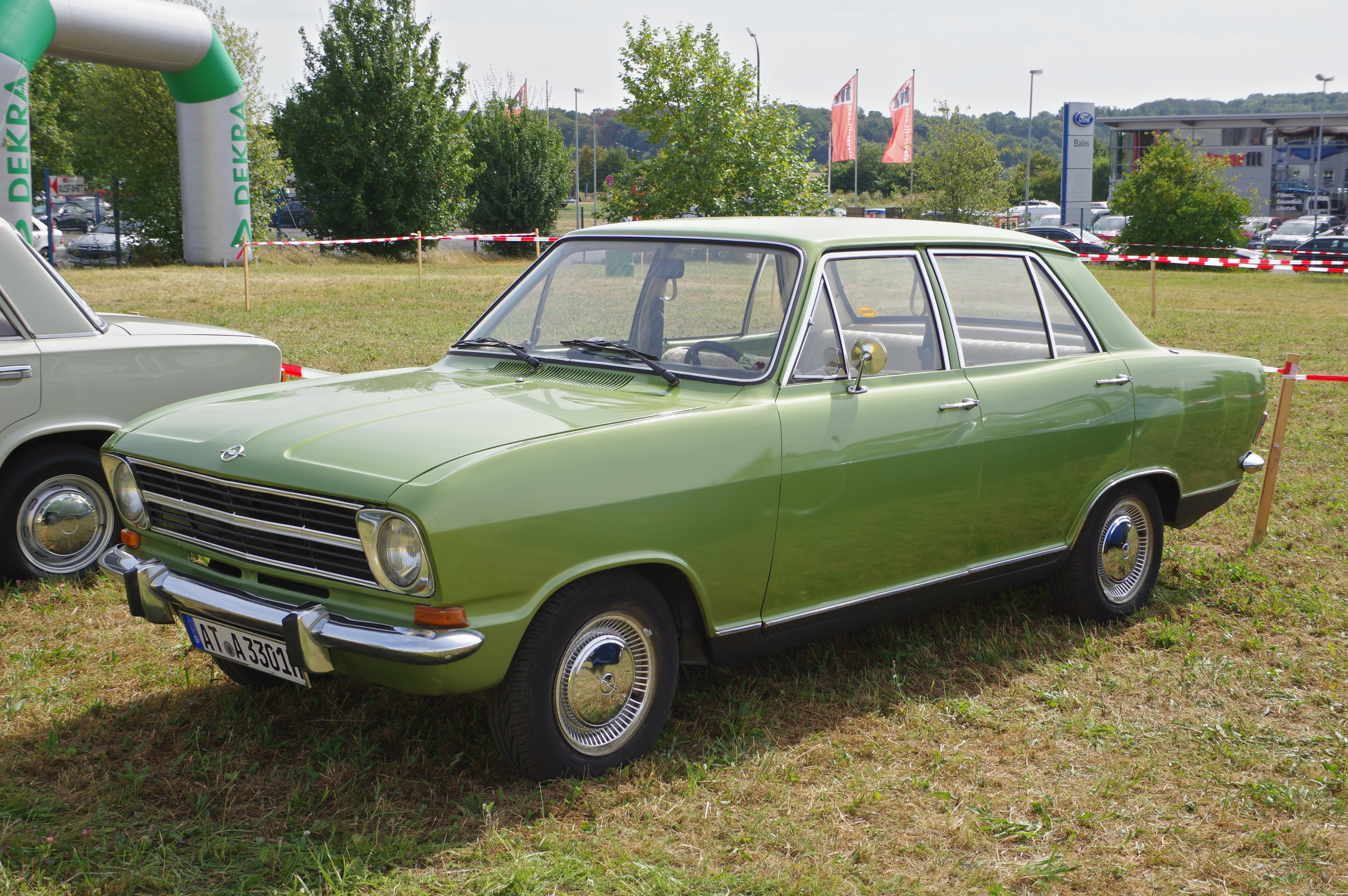
Opel Kadett B berline 4 portes
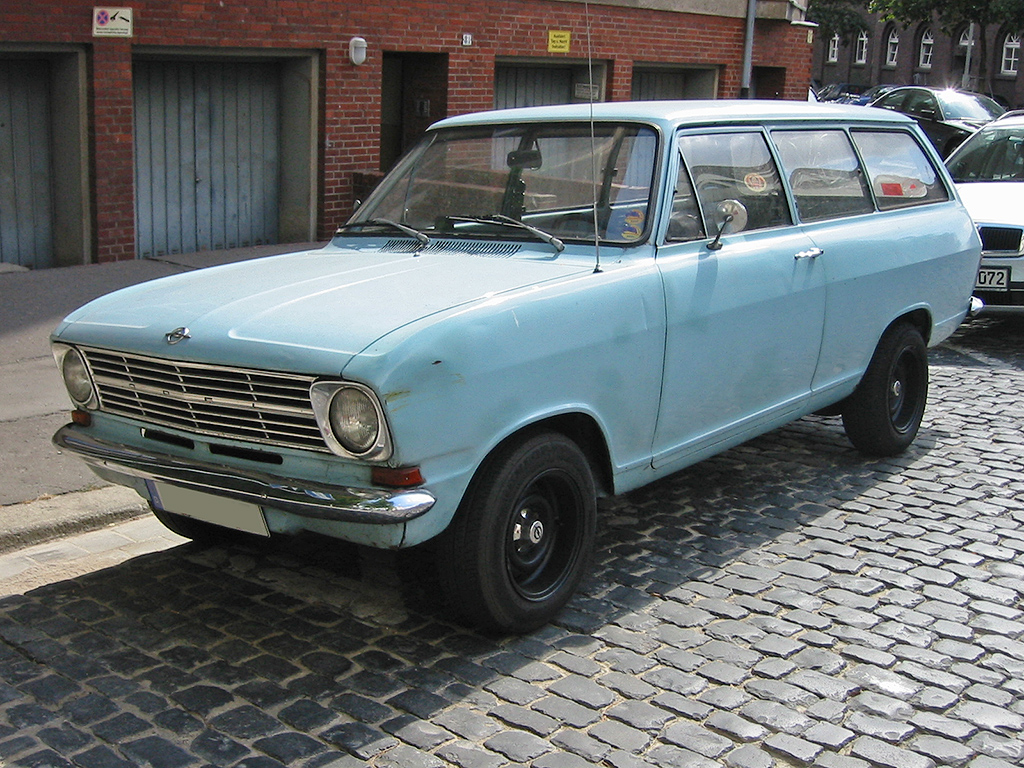
Opel Kadett B break
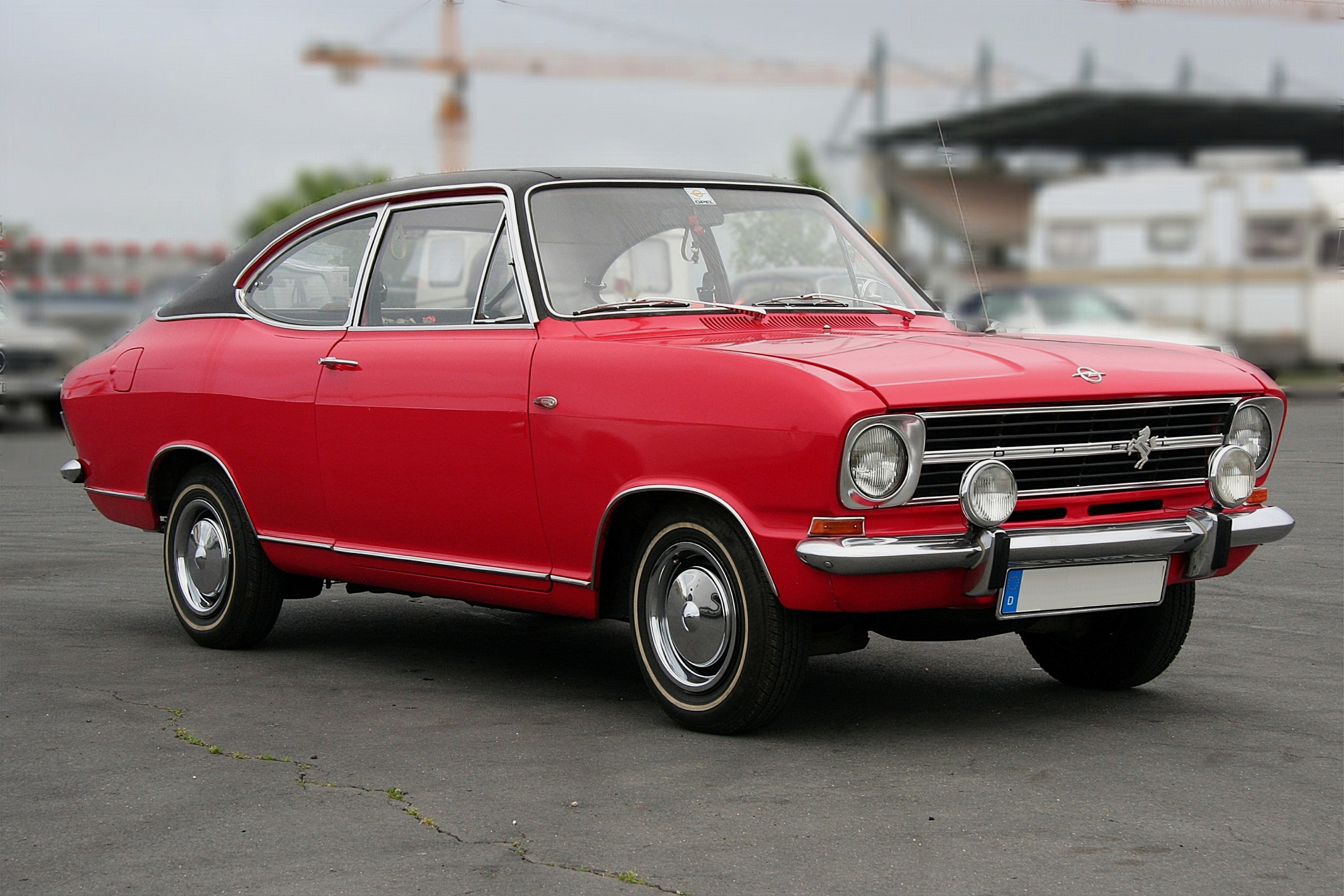
Opel Kadett B coupé LS

## Opel Olympia A
L'Opel Olympia A est une automobile compacte produite par le constructeur allemand Opel de 1968 à 1970.

### Histoire
Au milieu des années 1960, après le lancement de la Kadett B, la gamme Opel ne comportait aucun modèle de berline compacte capable d'occuper le créneau laissé libre entre la Kadett de base et la familiale Rekord. En attendant de pouvoir développer un modèle complètement nouveau, qui sera l'Ascona en 1970, la direction du constructeur de  Rüsselsheim décident de lancer une version particulière de la Kadett B.
Pour la distinguer de l'appellation commune Kadett, ils décident de reprendre un nom historique de la marque, Olympia, utilisé autrefois pour les Olympia et Olympia Rekord produites de 1935 à 1959.
L'Olympia A succédait ainsi à l'Opel Rekord P1 dont la production s'était arrêtée en 1962 et prend place entre la Kadett B et la Opel Rekord C (1967 – 1972).
La nouvelle Olympia A est en fait une versione luxueuse de la Kadett B qui conserve toute la partie mécanique. Le modèle ne présente que de très légères modifications dans la finition de la  carrosserie sans qu'aucun élément tôlé soit modifié, seul l'aménagement intérieur a été retravaillé.
La version de carrosserie de base est la Kadett LS de type fastback à 2 ou 4 portes et coupé. Les différences concernent la calandre dans son dessin déjà vu sur les versions américaines Buick Opel, le revêtement du toit en vinyle et le bandeau entre les feux arrière en aluminium satiné. L'habitacle a bénéficié de matériaux de meilleure qualité avec des nombreux liserés chromés.
La partie mécanique reprend les éléments bien connus de la Kadett avec ses moteurs 4 cylindres en ligne de 1.078 cm3 développant 60 ch, 1.698 cm³ de 75 ch et 1.897 cm³ de 90 ch.
L'Opel Olympia A est proposée avec deux niveaux de finition, L  luxe et SR sportif. Le modèle restera en production jusqu'en 1970 mais ne séduira que très peu de clients.